# L'Aldosa de la Massana
L'Aldosa de la Massana (vroeger L'Aldosa) is een dorp (Catalaans: quart) in de Andorrese parochie La Massana en telt 745 inwoners (2009). Het plaatsje ligt net ten oosten van het stadscentrum van La Massana aan de Valira del Nord.
L'Aldosa de la Massana telt twee voetbalclubs, te weten FC Aldosa en FC Casa del Benfica.

## Naam
In 2010 werd de naam L'Aldosa veranderd in L'Aldosa de la Massana om verwarring met L'Aldosa de Canillo in de parochie Canillo te vermijden. Ook dat dorp heette tot dan immers L'Aldosa.

## Bezienswaardigheden
- De Sint-Armengolkerk (església de Sant Ermengol de l'Aldosa)

## Bekende inwoners
- De Nederlandse zangeres Marian van de Wal baat in L'Aldosa de la Massana een hotel uit.

Quarts: Anyós · Arinsal · Erts · L'Aldosa de la Massana · La Massana · Pal · Sispony

Andere kernen: El Pui · Escàs · Mas de Ribafeta · Puiol del Piu · Xixerella